# Atletica leggera ai Giochi della XXVI Olimpiade - Lancio del giavellotto maschile

Video della Finale

Il lancio del giavellotto ha fatto parte del programma di atletica leggera maschile ai Giochi della XXVI Olimpiade. La competizione si è svolta nei giorni 2-3 agosto 1996 allo Stadio Olimpico del Centenario di Atlanta.

## Presenze ed assenze dei campioni in carica
| Competizione         | Atleta            | Prestazione | Atlanta 1996 |
| -------------------- | ----------------- | ----------- | ------------ |
| Olimpiadi 1992       | Jan Železný       | 88,26 m     | Presente     |
| Commonwealth 1994    | Steve Backley     | 82,74 m     | Presente     |
| Goodwill Games 1994  | Andrej Shevchuk   | 82,90 m     | Assente      |
| Europei 1994         | Steve Backley     | 85,20 m     | Presente     |
| Coppa del mondo 1994 | Steve Backley     | 85,02 m     | Presente     |
| Asiatici 1994        | Zhang Lianbiao    | 83,38 m     | Presente     |
| Panamericani 1995    | Emeterio González | 79,28 m     | Presente     |
| Africani 1995        | Pius Bazighe      | 77,56 m     | Presente     |
| Mondiali 1995        | Jan Železný       | 89,58 m     | Presente     |
|                      |                   |             |              |
| Mondiali junior 1992 | Aki Parviainen    | 76,34 m     | Non selez.   |

1. ↑  Sotto la bandiera della Gran Bretagna.

## La gara
Le prime due posizioni si decidono nei primi due turni: Steve Backley lancia 87,44 al primo e Jan Železný gli risponde con 88,16 al secondo. C'è battaglia solo per il bronzo: Raymond Hecht rimane a lungo terzo con 86,88, ma la medaglia gli viene sfilata da Seppo Räty all'ultimo lancio, che scaglia l'attrezzo 10 cm più lontano.

## Risultati

### Turno eliminatorio
Qualificazione83,00 m
Otto atleti ottengono la misura richiesta. Ad essi vanno aggiunti i 4 migliori lanci, fino a 79,88 m.

### Finale
| Primatista mondiale | 98,48 | Jan Železný | Presente |

1. ↑  Record stabilito il 25 maggio 1996.

| Pos | Paese       | Atleta          | Misura  |
| --- | ----------- | --------------- | ------- |
|     | Rep. Ceca   | Jan Železný     | 88,16 m |
|     | Regno Unito | Steve Backley   | 87,44 m |
|     | Finlandia   | Seppo Räty      | 86,98 m |
| 4   | Germania    | Raymond Hecht   | 86,88 m |
| 5   | Germania    | Boris Henry     | 85,68 m |
| 6   | Russia      | Sergeij Makarov | 85,30 m |
| 7   | Finlandia   | Kimmo Kinnunen  | 84,02 m |
| 8   | Stati Uniti | Tom Pukstys     | 83,58 m |

L'ultima volta che un atleta si era confermato campione olimpico della specialità fu con il finlandese Jonni Myyrä, nel 1920 e nel 1924.